# Agonac
Agonac is een gemeente in het Franse departement Dordogne (regio Nouvelle-Aquitaine). De plaats maakt deel uit van het arrondissement Périgueux. Agonac telde op 1 januari 2022 1.809 inwoners.

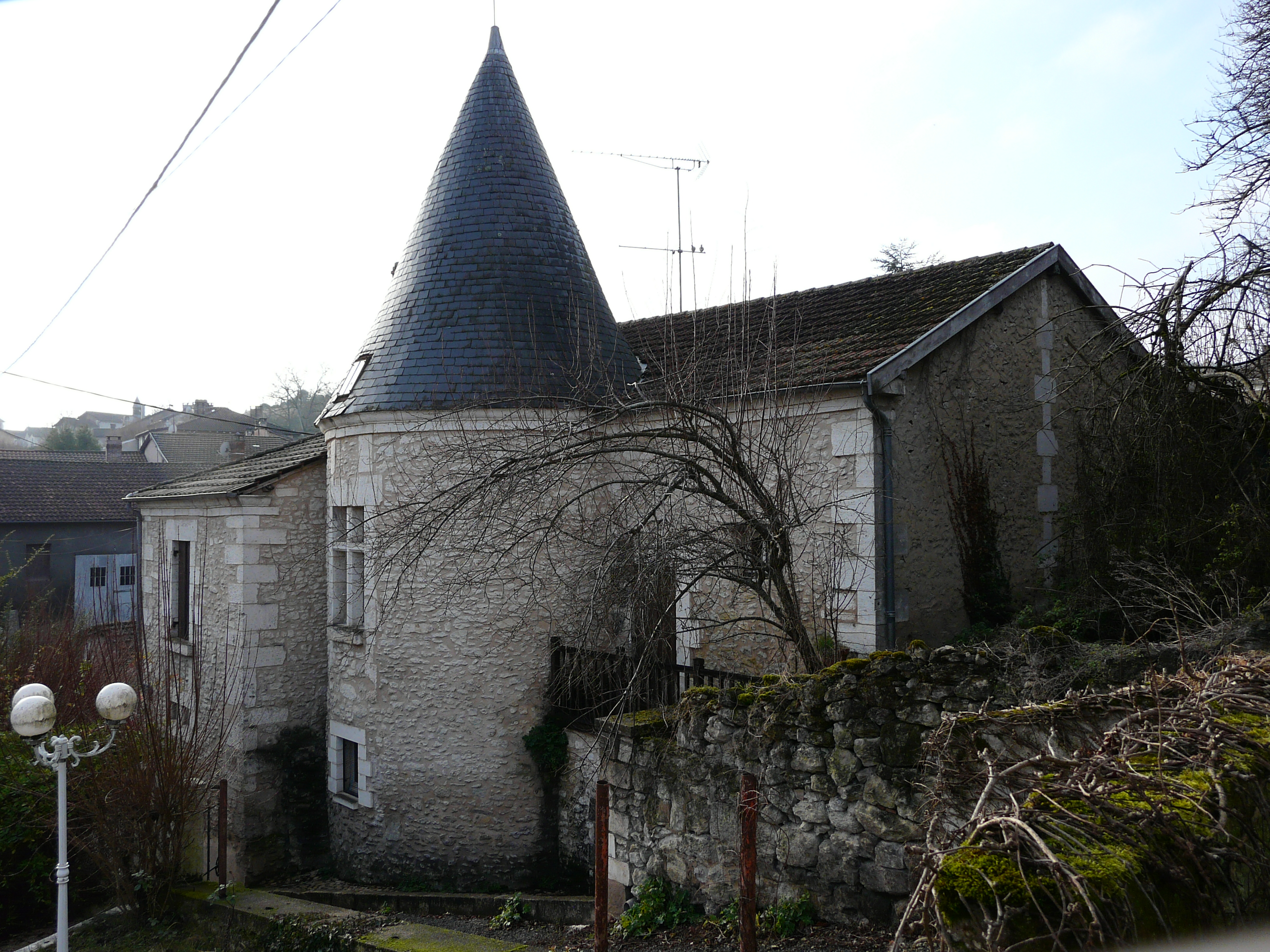
Oud huis in Agonac
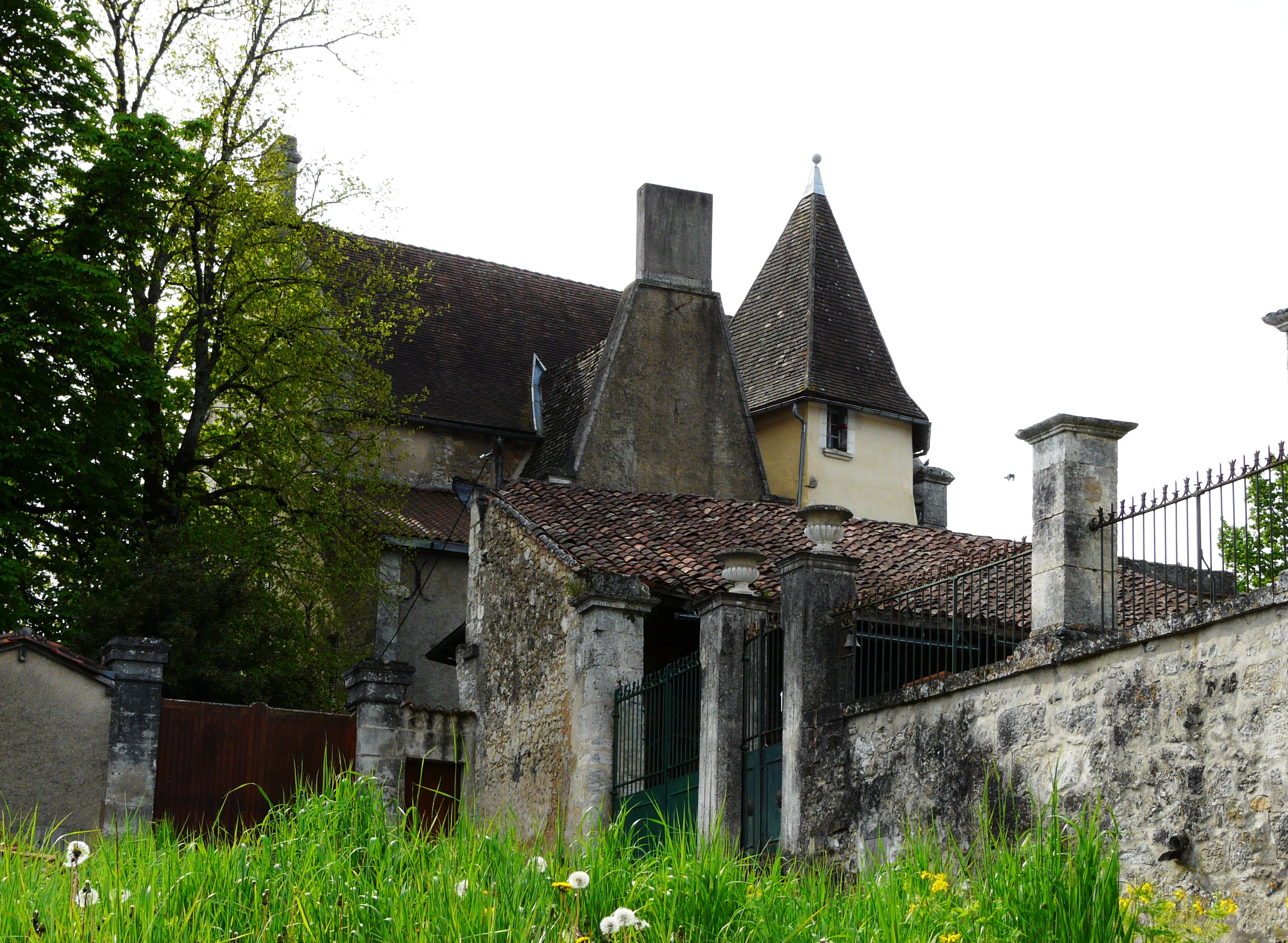
Kasteel van Agonac
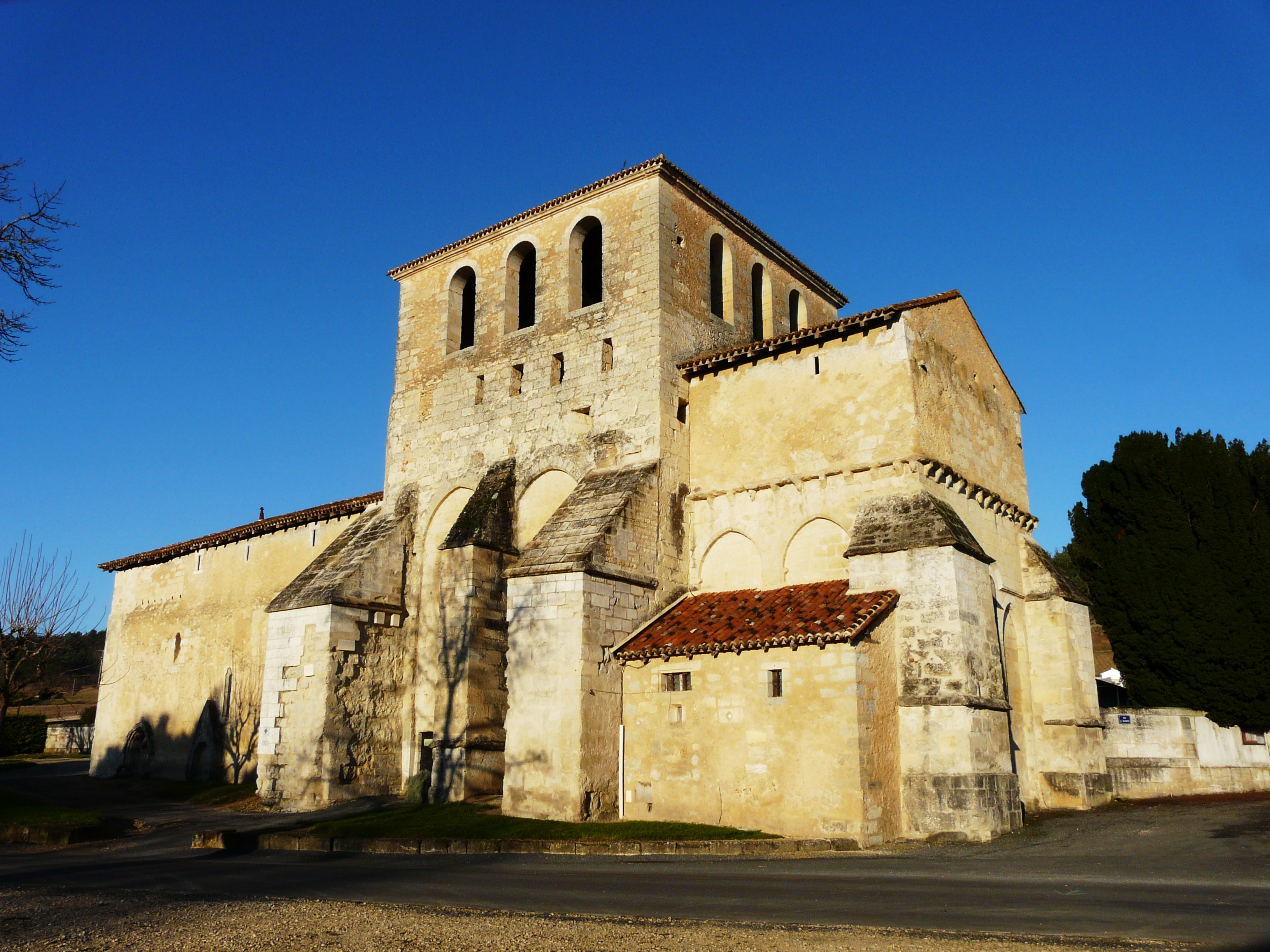
Kerk Saint-Martin
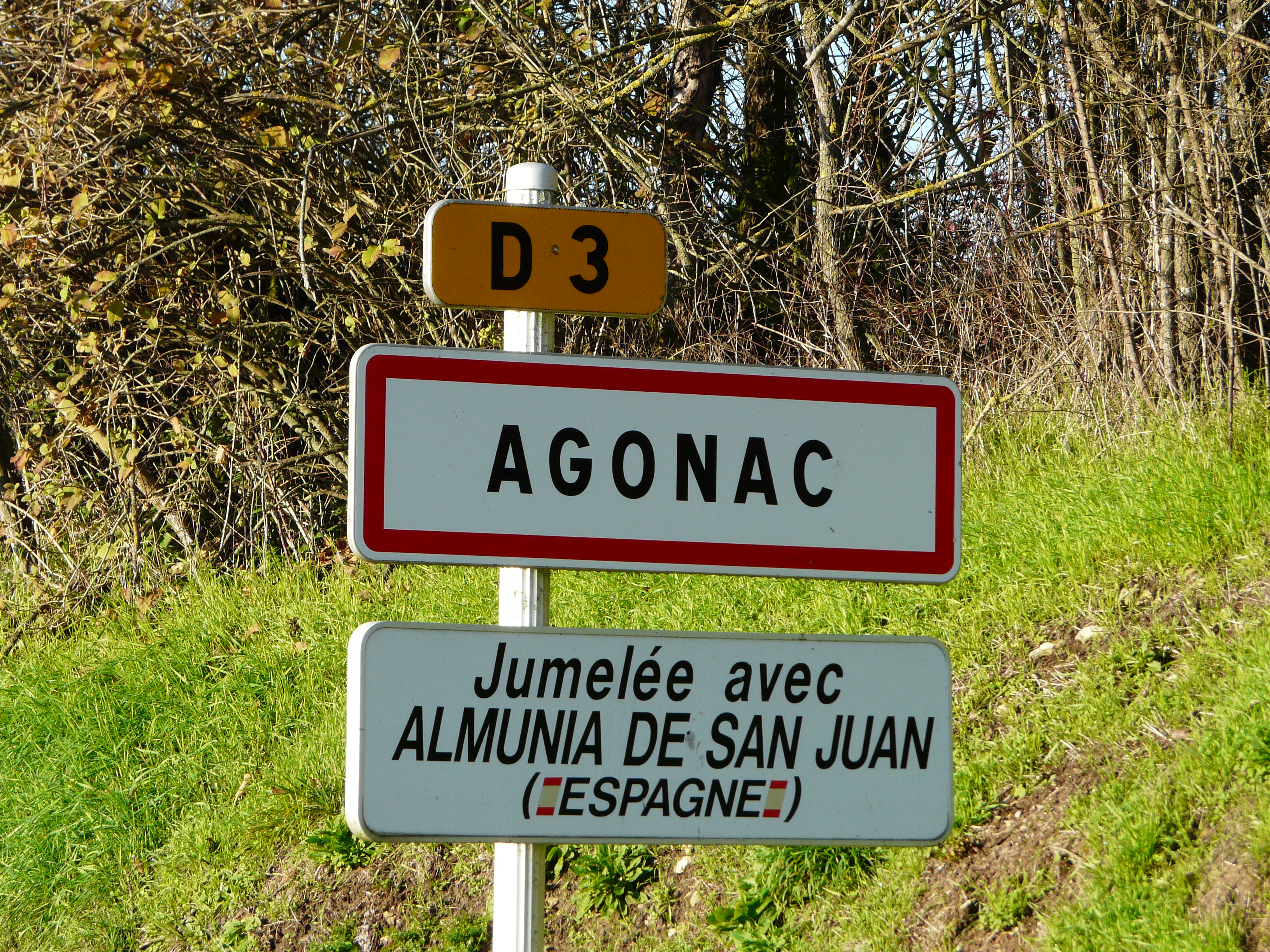
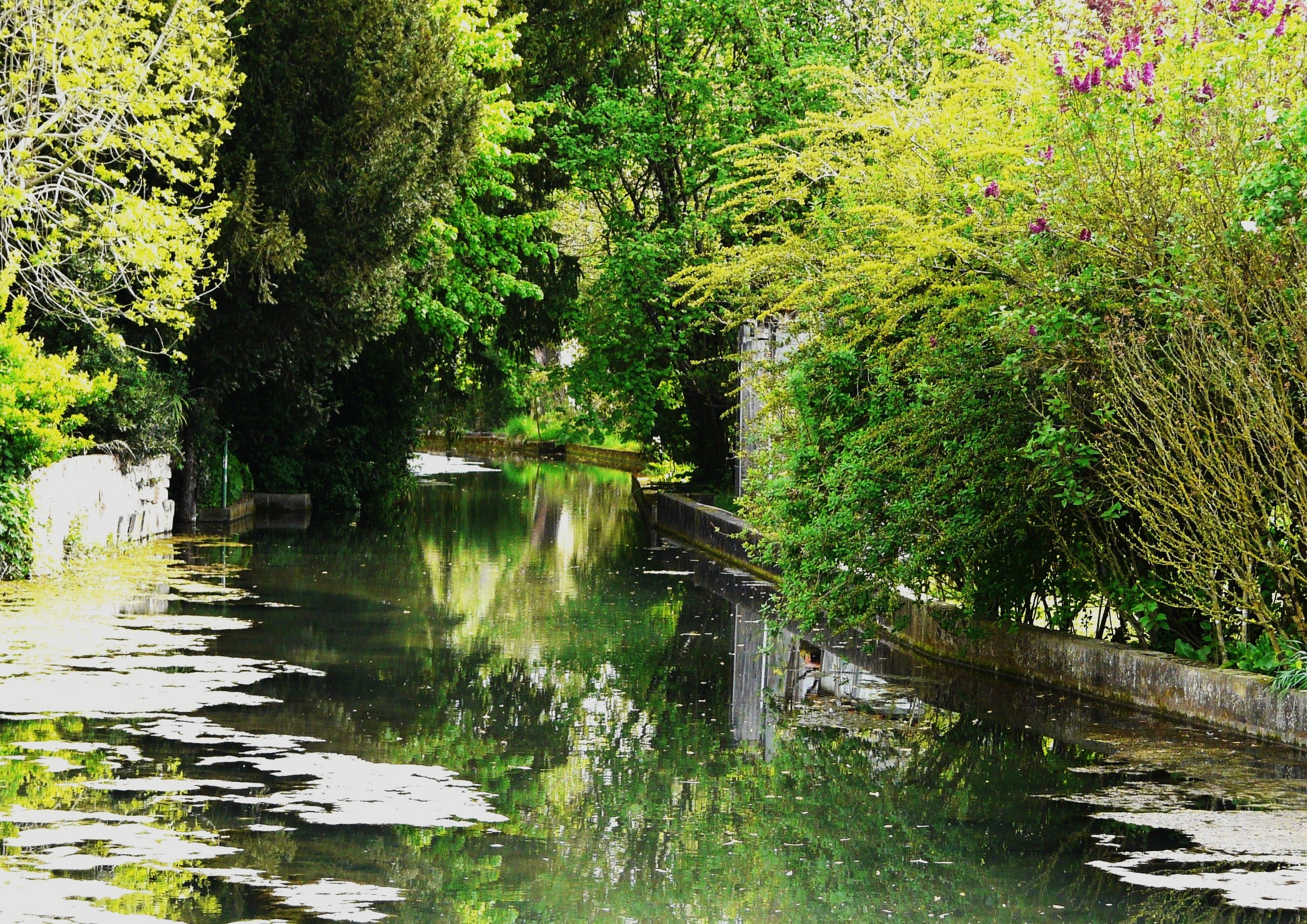

## Geografie
De oppervlakte van Agonac bedraagt 37,22 km², de bevolkingsdichtheid is 48 inwoners per km² (per 1 januari 2019).
De onderstaande kaart toont de ligging van Agonac met de belangrijkste infrastructuur en aangrenzende gemeenten.

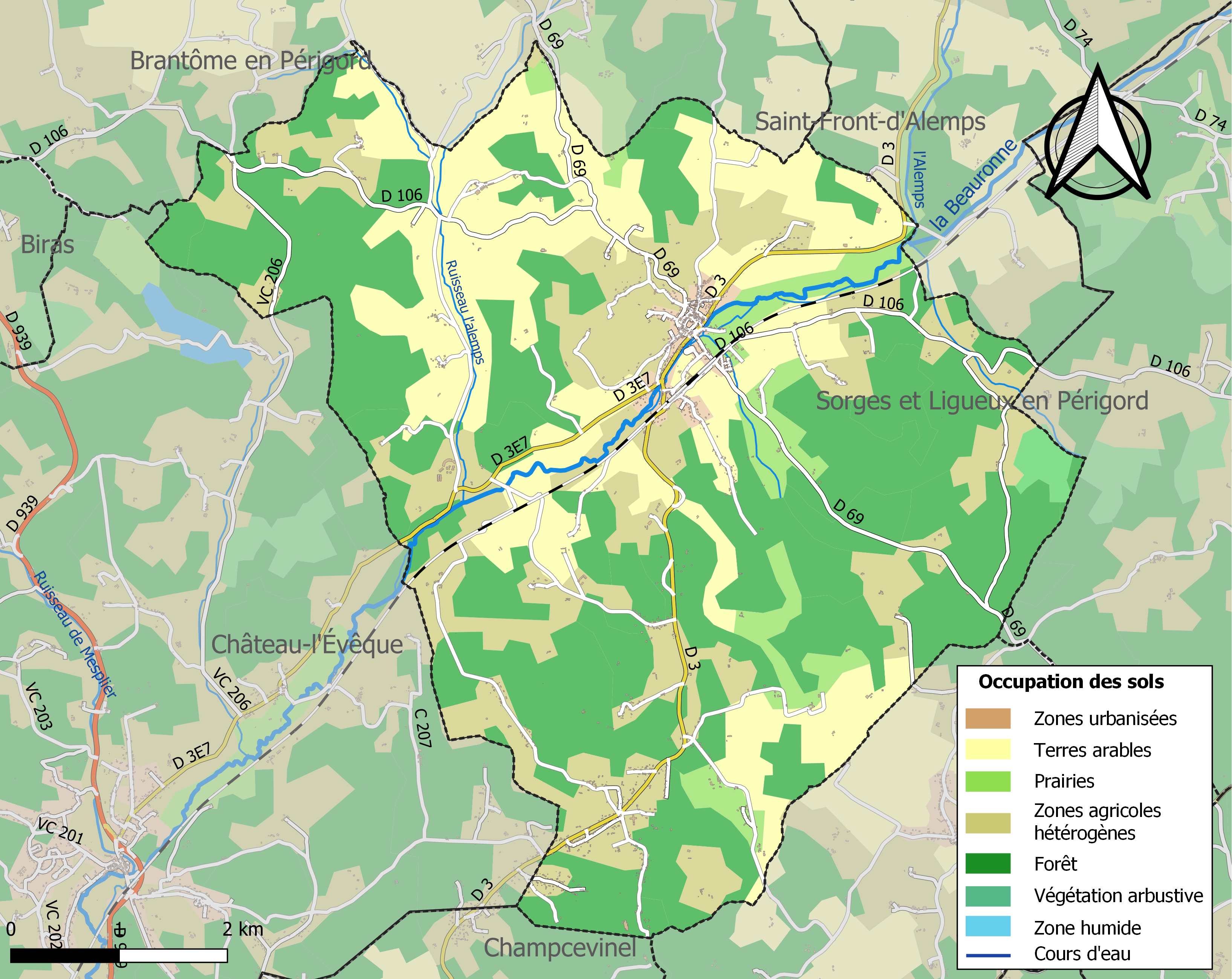

## Verkeer
In de gemeente ligt de spoorweghalte Agonac.

## Demografie
Onderstaande figuur toont het verloop van het inwonertal (bron: INSEE-tellingen).